# Ma Dai
Pour les articles homonymes, voir Ma Dai.
Ma Dai (chinois simplifié : 马岱 ; chinois traditionnel : 馬岱) (180/183/190 - 235/265) était un officier du royaume du Shu durant la période des trois royaumes en Chine et un ancien général de Ma Teng (qui était son oncle), plus tard de Ma Chao, dernier fils de Ma Teng et, finalement, de Liu Bei le fondateur du Royaume.
Quand Ma Teng alla à la capitale sur une convocation de Cao Cao, Ma Dai l'accompagna et s'échappa du piège de ce dernier en se déguisant. 
En tant que cousin de Ma Chao, Ma Dai est connu pour avoir tué le rebelle Wei Yan dans un stratagème établi par Zhuge Liang et Jiang Wei. Quand Wei Yan se révolta, Ma Dai prétendit le rejoindre, puis se faufila derrière lui et le tua. Sa récompense fut d'obtenir le grade que possédait Wei Yan.
La date exacte de la naissance de Ma Dai est incertaine, mais on la situe autour de 180. La date de sa mort et ses circonstances sont actuellement inconnues.